# Hardeggasse metróállomás
A bécsi Hardeggasse metróállomás az U2-es metró egyik állomása Stadlau és Donauspital között, a Duna bal partján. Az állomás Bécs 22. kerületében, Donaustadt-ban épült. Kinézete a 2-es metró Krieau és Seestadt közötti lévő megállóival egységes. Ez az állomás 2010-ben lett átadva az U2 Aspernstraße-ig történő meghosszabbításkakor.

## Jellemzői
Az állomás a föld szintjétől magasabban épült, kétvágányos, középperonos kialakítású. Kinézete a 2-es metró Krieau és Seestadt között lévő megállóival egységes, melyben többnyire a fehér szín dominál. A perontető a peron teljes hosszát és a vágányokat is lefedi. Az oldalsó falak üveggel vannak lezárva a külvilágtól, így csak a sínek irányába nyitott az állomás.

## Átszállási kapcsolatok
| U2 (Schottentor ↔ Seestadt) |                                 |                         |
| Állomás                     | Átszállási kapcsolatok          | Fontosabb létesítmények |
| Hardeggasse                 | 25 92A, 95A, 96A N29 (Éjszakai) |                         |

## Galéria

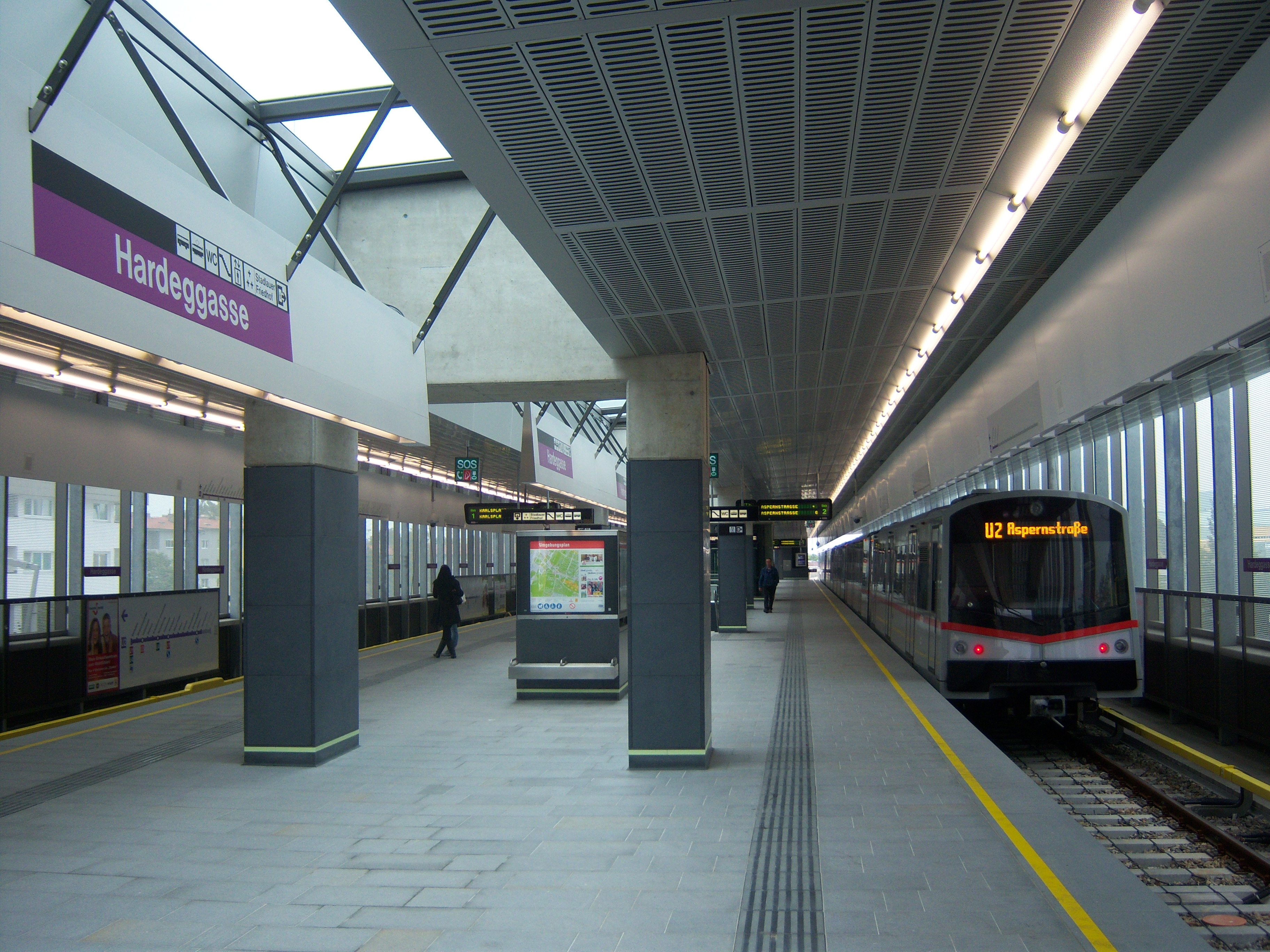
V típusú metrószerelvény
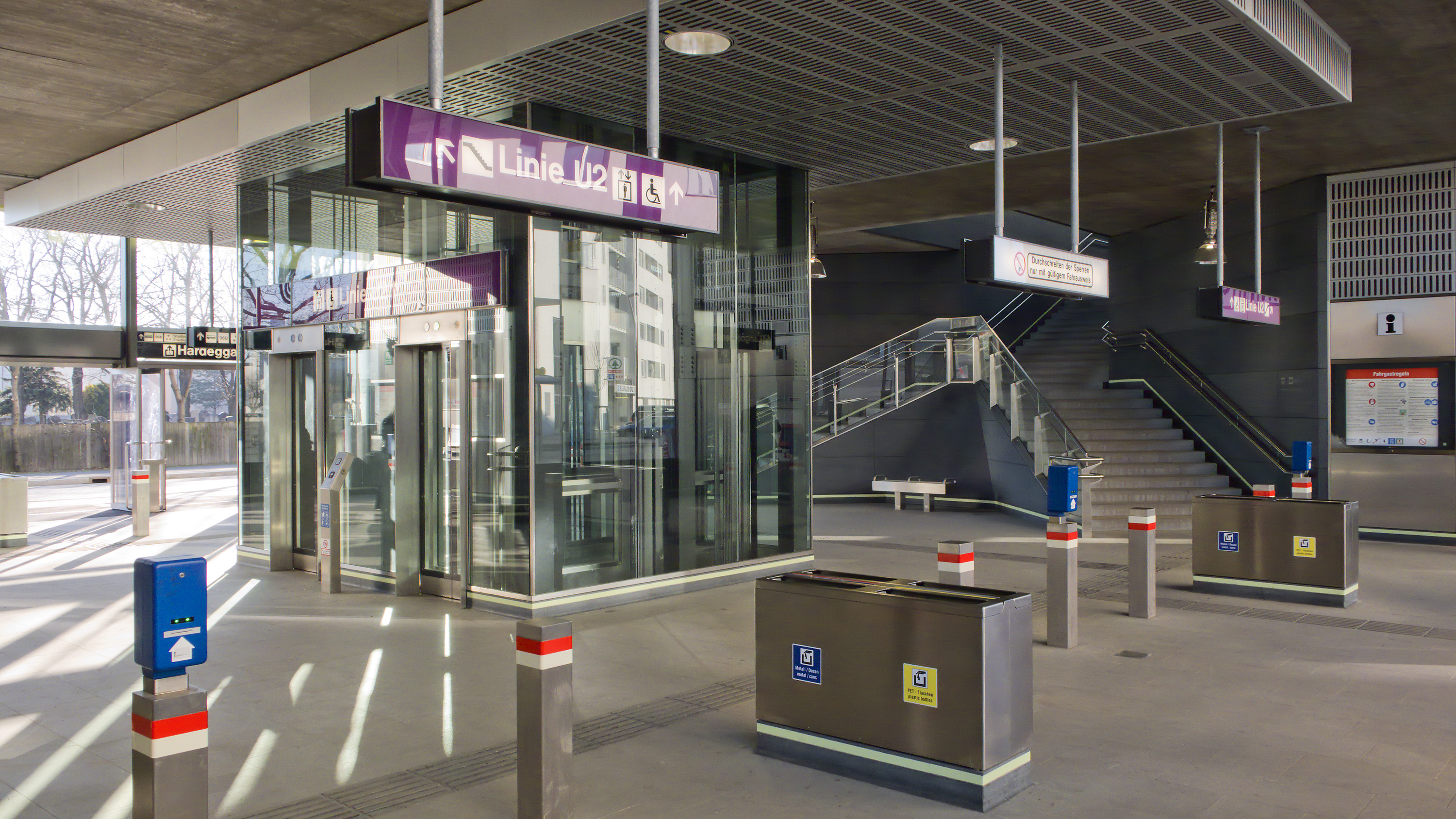
Az állomás alsó szintje
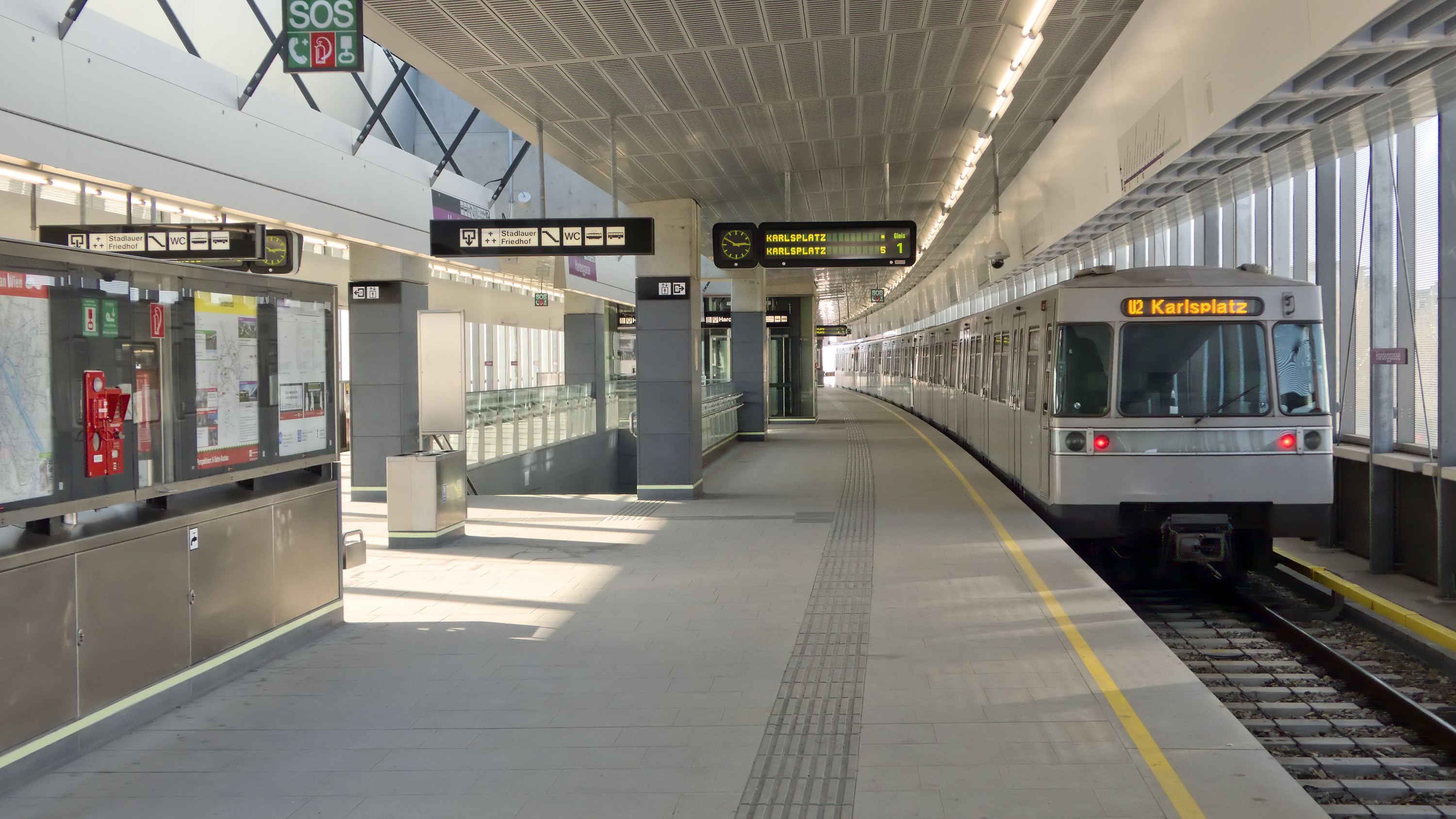
A vágányok
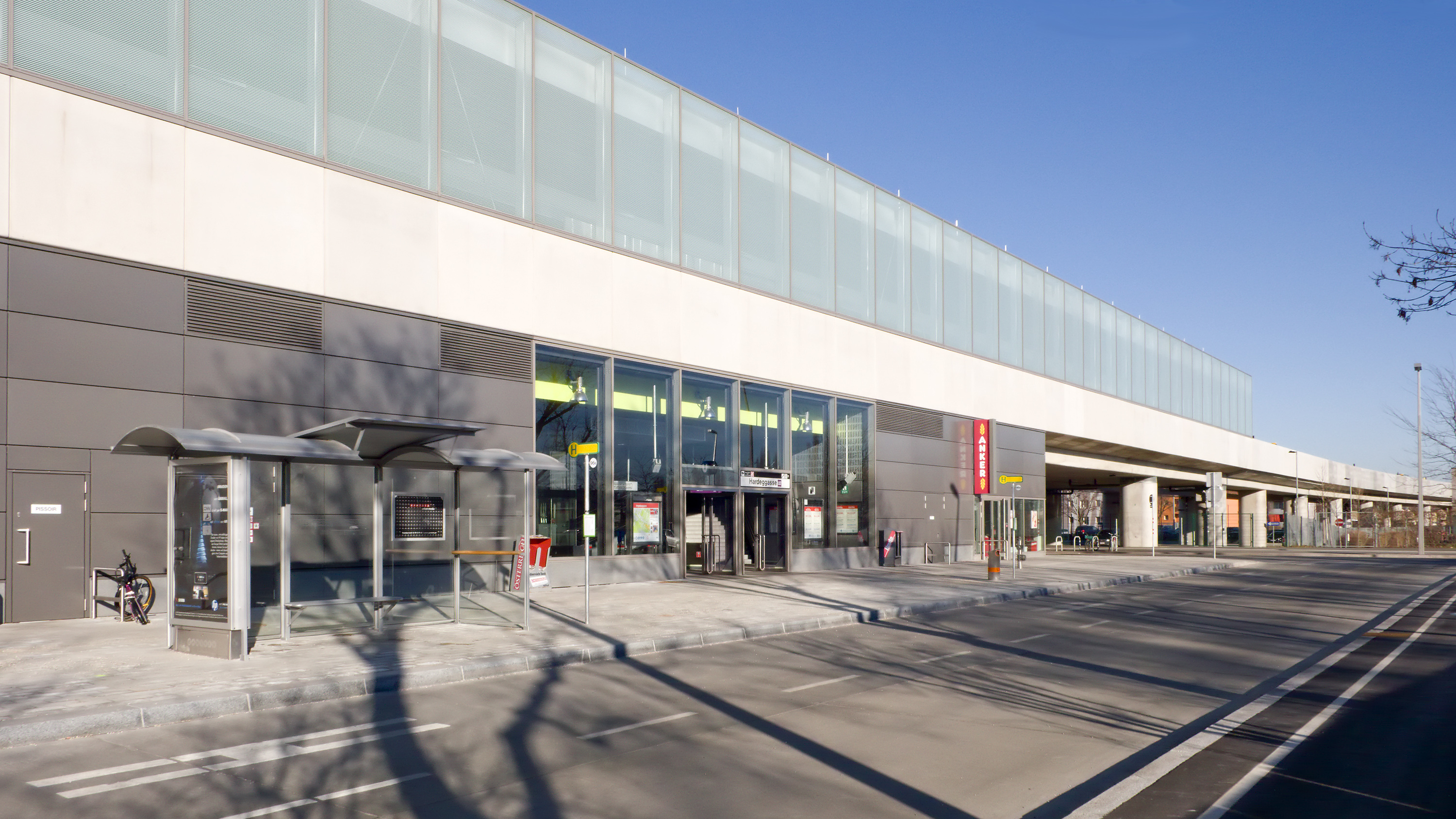
Az állomás kívülről

## Fordítás
- Ez a szócikk részben vagy egészben  az   U-Bahn-Station Hardeggasse című német Wikipédia-szócikk fordításán alapul.  Az eredeti cikk szerkesztőit annak laptörténete sorolja fel. Ez a jelzés csupán a megfogalmazás eredetét és a szerzői jogokat jelzi, nem szolgál a cikkben szereplő információk forrásmegjelöléseként.